# لوچانو مرکانته
لوچانو مرکانته (ایتالیایی: Luciano Mercante; ۴ سپتامبر ۱۹۰۲ – ۱۵ ژانویهٔ ۱۹۸۲) مجسمه‌ساز اهل ایتالیا بود.
از افتخارات وی میتوان به کسب مدال نقره مجسمه‌سازی مدال در بخش مسابقات هنری بازی‌های المپیک تابستانی ۱۹۳۶ اشاره کرد.